# Jimmy Scott (percussionist)
Jimmy Anonmuaghoran Scott Emuakpor (ovl. 1986) was een Nigeriaans percussionist.
Hij kwam in de jaren 50 naar Engeland en speelde er met diverse artiesten (onder anderen Georgie Fame en de Rolling Stones) en zijn eigen band Ob-La-Di-Ob-La-Da. Paul McCartney leende deze uitdrukking ("het leven gaat door") voor het gelijknamige Beatlesnummer. Scott verleende zijn medewerking maar ontving geen cent van de royalty's; hij spande een rechtszaak aan maar ging zelf de gevangenis in wegens achterstallige alimentatie. McCartney betaalde de borgsom op voorwaarde dat Scott van de rechtszaak afzag.
Nadat hij in de jaren 70 drum- en percussieles gaf sloot Scott zich in 1983 bij Bad Manners aan. Deze skaband had net een contract getekend bij Portrait Records (sublabel van Epic) met het oog op een Amerikaanse doorbraak. Deze bleef uit ondanks dat de Bad Manners regelmatig naar de VS werden gestuurd voor optredens. Tijdens de laatste tournee liep Scott, net als diverse andere leden, een longontsteking op; vlak na terugkeer in Engeland kwam hij te overlijden. De Bad Manners organiseerden een reeks benefietconcerten voor zijn nabestaanden; Paul McCartney doneerde een bedrag van 1000 pond.